# Otto Moritz von Vegesack
Otto Moritz Freiherr von Vegesack (* 7. Julijul. / 19. Juli 1807greg. in Riga; † 3. Märzjul. / 15. März 1874greg. in Hamburg) war ein russischer Diplomat. 

## Leben

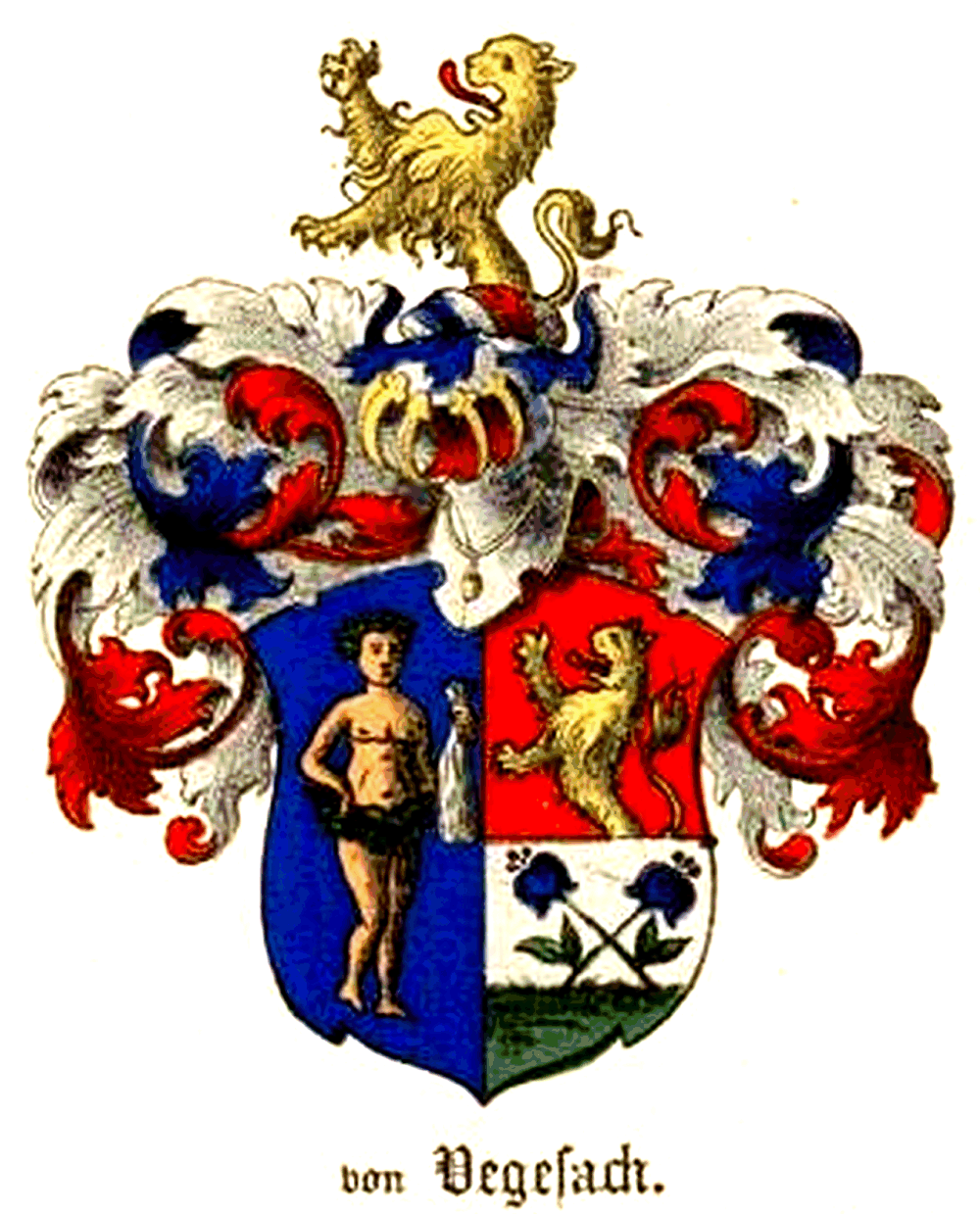
Familienwappen

Otto Moritz gehörte dem deutschbaltischen Adelsgeschlecht von Vegesack an. Seine Eltern waren der livländische Ritterschaftssekretär Ernst Moritz von Vegesack (1773–1816) und dessen Frau Karoline Elisabeth, geb. Kroeger. 
Vegesack besuchte das Gouvernements-Gymnasium in Riga, legte dort 1825 das Abitur an und studierte anschließend (bis 1828) Rechtswissenschaften an der Kaiserlichen Universität Dorpat. 1832 trat er in den diplomatischen Dienst des Russischen Kaiserreiches ein. Nach beruflichen Stationen als Gesandtschaftssekretär in Athen, Berlin und München (1850–1864) diente er ab 1864 als Geschäftsträger und ab 1866 als Ministerresident bei den drei freien Hansestädten Hamburg, Bremen und Lübeck. Außerdem war er im Großherzogtum Oldenburg und im Herzogtum Braunschweig akkreditiert. 1873 wurde Vegesack zum Geheimen Rat ernannt.
Otto Moritz von Vegesack starb 1874 im Amt.